# Comté de Roane (Tennessee)
Pour les articles homonymes, voir Comté de Roane.
Le comté de Roane est l'un des comtés de l'État du Tennessee aux États-Unis. Le chef-lieu du comté se situe à Kingston. 

## Comtés adjacents
- comté de Morgan au nord,
- comté d'Anderson au nord-est,
- comté de Loudon au sud-est,
- comté de McMinn au sud,
- comté de Meigs au sud-ouest,
- comté de Rhea au sud-ouest,
- comté de Cumberland à l'ouest,

## Municipalités du comté
- Kingston,
- Oak Ridge,
- Oliver Springs,